# Norellisoma sylviae
Norellisoma sylviae är en tvåvingeart som beskrevs av Sifner 1999. Norellisoma sylviae ingår i släktet Norellisoma och familjen kolvflugor.
Artens utbredningsområde är Bulgarien. Inga underarter finns listade i Catalogue of Life.